# Geranium grandistipulatum
Geranium grandistipulatum är en näveväxtart som beskrevs av Olive Mary Hilliard och Brian Laurence Burtt. Geranium grandistipulatum ingår i släktet nävor, och familjen näveväxter. Inga underarter finns listade i Catalogue of Life.